# 木柵煙管蝸牛
木柵煙管蝸牛（学名：Hemiphaedusa bagsana）为煙管蝸牛科臺灣紡錘煙管蝸牛屬下的一个种。該物種主要分布於臺灣南部的臺南等地。該物種的學名來自模式標本產地臺南市東南方的木柵。